# 小花金花茶
小花金花茶（学名：Camellia micrantha）为山茶科山茶属的植物，为中国的特有植物。分布于中国大陆的广西等地，生长于海拔190米至350米的地区，多生于非钙质土常绿林中，目前尚未由人工引种栽培。